# Gerhard Westerburg
Gerhard Westerburg (Colônia, 1490 — Dykhausen, perto de Neustadtgödens, 1558) foi jurista, teólogo alemão e líder anabatista na região de Colônia.

## Biografia
Estudou em Trier, Colônia (Mestrado, 1514-15) e na Universidade de Bolonha (Doutorado, 1517-21) onde estudou direito civil e eclesiástico. Em Bolonha ele veio a ter Johannes Cochläus (1479-1552) como seu professor. Westerburg entrou para a Reforma através de Nicholas Storch (1500-1536), profeta de Zwickau, a quem hospedou em sua casa, e depois o acompanhou até Wittenberg, onde veio a conhecer Martinho Lutero e Martin Cellarius (1499-1564) em 1522.
Mais tarde, foi atraído por Carlostádio em Wittenberg, e depois em Orlamünde, cujos ensinamentos sobre a Ceia de Cristo foram adotados por ele, vindo posteriormente a se casar com sua irmã. Em 1524, foi expulso da Saxônia, junto com Carlostádio, e em outubro desse ano vamos encontrá-lo em Zurique e Basileia, trazendo inúmeros panfletos escritos por Carlostádio sobre o batismo e a Ceia de Cristo, que ele entregou a um impresor da Basileia, para ser publicado. Tudo foi impresso, menos o panfleto contra o batismo infantil. Nessa época, Westerburg fez amizades com Conrad Grebel em seu círculo de Zurique, e Félix Manz sabe-se ter ficado com uma quantidade de panfletos de Basileia para serem distribuídos em Zurique. Em 1525, Carlostádio envolveu-se na Guerra dos Aldeões. Nessa época, Westerburg vivia em Frankfurt com sua esposa e um filho. Com a derrota dos aldeões, ele foi expulso da cidade no mesmo dia da Batalha de Zabern (17 de maio de 1525).
Ele, então, voltou à Colônia, onde teve de enfrentar inúmeras dificuldades. Ele relata suas experiências dessa época num livreto com 56 páginas, impresso em Marburgo, em 1533, por Franz Rhode (1529-1559), onde ele descreve "como pessoas cultas de Colônia, doutores em teologia e caçadores de hereges, condenavam e injuriavam o descrente Dr. Gerhard Westerburg por conta de seus ensinamentos em relação ao purgatório." Mas o advogado Westerburg conseguiu uma decisão favorável pelo governo imperial em Esslingen no mesmo mês em que ataques públicos eram feitos contra ele. Dentre os detratores estava Johannes Cochlaeus, seu antigo colega de universidade na Itália. Mesmo assim, ele continuou na cidade mais sete anos. Ele não foi poupado dos ataques feitos pelo conselho da cidade e pelo eleitor, e nem sequer pode tomar parte no julgamento de Adolf Clarenbach (1497-1529) e Peter Fliesteden (1529), podendo apenas assistir a execução deles em 28 de setembro de 1529.
Durante 1535-41 ele aparentemente deixou o movimento anabatista para se juntar à Igreja Reformada nessa época. Em 1542-43, ele aparece em Königsberg na corte de Alberto, Duque da Prússia (1490-1568), e mais tarde em Emden. Ele também parece ter passado algum tempo na Frislândia Oriental sob a proteção da Condessa Ana (1501-1575). Durante seus últimos anos atuou como pregador em Neustadt-Goedens, onde morreu em 1558."

## Obras
- Vom fegefewer und standt der verscheyden selen eyn Chrystliche meynung, Colônia 1523
- De purgatorio et animarum statu sententia ex sacris literis collecta, Estrasburgo 1524
- Sammelband, Marburgo 1533
- Gerhard Westerburg: Wie die hochgelerten von Cölln Doctores in der Gottheit vnd Ketzermeister den Doctor Gerhart Westerburg des Fegfewrs halben als einen vnglaubigen verurtheilt vnd verdampt haben.
- Johannes Cochlaeus: Wie Doctor Johann Cocleus von Wendelstein wider D. Westerburgs buch vom Fegfewr geschrieben.
- Von dem grossen Gottesdienst der löblichen Statt Cöllen, Straßburg, 1545. Digitalisat
- Von dem Anbetten des H. Sacraments ein kurtzer Bericht : an den hochlöblichen Adel des wirdigsten Cöllschen Thumcapittels dienstlich vorgetragen, Straßburg 1545.
- An die weltliche stende, Nemlich Grauen, Ritterschafft, Stette vnnd gemeine Landschafft des löblichen Cöllschen Ertzbischtumbs, Straßburg 1545.
- Von dem grossen bedrug, list vnd verfürung, etlicher gelerten vnd Geystlichen der Stat Cöllen, Straßburg 1546.